# Cascada-diszkográfia

## Albumok

### Stúdióalbumok
| Év   | Cím                     | Helyezések | Helyezések | Helyezések | Helyezések | Helyezések | megjelenés                                     |
| Év   | Cím                     | DE         | AT         | CH         | UK         | US         | megjelenés                                     |
| ---- | ----------------------- | ---------- | ---------- | ---------- | ---------- | ---------- | ---------------------------------------------- |
| 2006 | Everytime We Touch      | 50 (10.)   | 31 (12.)   | 48 (11.)   | 2 (30.)    | 67 (16.)   | Megjelenés: 2006.febr.21. Eladott: + 1.280.000 |
| 2007 | Perfect Day             | 30 (11.)   | 16 (14.)   | 81 (2.)    | 9 (25.)    | 70 (3.)    | Megjelenés: 2007.dec.10. Eladás: + 67.500      |
| 2009 | Evacuate the Dancefloor | 21 (7.)    | 15 (8.)    | 36 (10.)   | 8 (11.)    | 155 (1.)   | Megjelenés: 2009.jún.6.                        |
| 2011 | Original Me             | 41 (1.)    | 46 (3.)    | 44 (2.)    | 24 (2.)    | —          | Megjelenés: 2011.jún.17                        |

### Válogatásalbumok
- 2010: Just the Hits
- 2011: Greatest Hits (Mellékelve az Original Me limitált verziójához)
- 2012: Back on the Dancefloor

### Remixalbumok
- 2006: Waterfall: The Essential Dance Remix Collection
- 2006: The Remix Album
- 2007: Essential Cascada: Remixed Singles
- 2008: Cascada in the Special Club edition
- 2010: Cascada Remixes
- 2011: Platinum

### Box sett-ek
2010: Cascada 3D special edition

### Középlemezek
2010: Cascada's 5 successfuls hits

### Kislemezek
2006: Ready 4 love (megjelenve remixkislemezként is)

### Remixkislemezek
| Kislemez                    | Év   | Helyezés | Helyezés | Helyezés | Helyezés | Helyezés | Helyezés | Helyezés | Helyezés | Helyezés | Helyezés | Díjak | Album                   |
| Kislemez                    | Év   | GER      | AUT      | FRA      | IRE      | NLD      | NZ       | SWE      | SWI      | UK       | US       | Díjak | Album                   |
| --------------------------- | ---- | -------- | -------- | -------- | -------- | -------- | -------- | -------- | -------- | -------- | -------- | --- | ----------------------- |
| "Miracle"                   | 2004 | 32       | 24       | 1        | 4        | 6        | —        | 10       | 85       | 8        | —        | - US: GoldRIAA Gold & Platinum > Cascada. Amerikai Hanglemezgyártók Szövetsége. (Hozzáférés: 2010. szeptember 17.) | Everytime We Touch      |
| "Bad Boy"                   | 2004 | —        | —        | —        | —        | —        | —        | —        | —        | —        | —        | | Everytime We Touch      |
| "Everytime We Touch"        | 2005 | 5        | 13       | 2        | 1        | 10       | —        | 1        | 22       | 2        | 10       | - US: Platinum | Everytime We Touch      |
| "How Do You Do!"            | 2005 | —        | 50       | —        | —        | —        | —        | —        | —        | —        | —        | | Everytime We Touch      |
| "Truly Madly Deeply"        | 2006 | 26       | 22       | —        | 3        | 29       | —        | 11       | —        | 4        | —        | | Everytime We Touch      |
| "A Neverending Dream"       | 2006 | —        | —        | —        | 15       | —        | —        | —        | —        | 46       | —        | | Everytime We Touch      |
| "Wouldn't It Be Good"       | 2006 | —        | —        | —        | —        | —        | —        | 54       | —        | —        | —        | | Everytime We Touch      |
| "Ready for Love"            | 2006 | —        | —        | —        | —        | —        | —        | —        | —        | —        | —        | | Everytime We Touch      |
| "What Hurts the Most"       | 2007 | 9        | 3        | 2        | 6        | 23       | —        | 5        | —        | 10       | 52       | - US: Gold | Perfect Day             |
| "What Do You Want from Me?" | 2008 | 54       | 50       | —        | —        | —        | —        | —        | —        | 51       | —        | | Perfect Day             |
| "Because the Night"         | 2008 | 41       | 45       | —        | —        | —        | —        | —        | —        | 28       | —        | | Perfect Day             |
| "Faded"                     | 2008 | —        | —        | —        | —        | —        | —        | —        | —        | —        | —        | | Perfect Day             |
| "Perfect Day"               | 2009 | —        | —        | —        | —        | —        | —        | —        | —        | —        | —        | | Perfect Day             |
| "Evacuate the Dancefloor"   | 2009 | 5        | 6        | 5        | 2        | 1        | 2        | 13       | 7        | 1        | 25       | - GER: Gold - NZ: Gold - US: Platinum                                                                              | Evacuate the Dancefloor |
| "Fever"                     | 2009 | 31       | 38       | 10       | —        | 24       | 32       | —        | —        | —        | —        | | Evacuate the Dancefloor |
| "Dangerous"                 | 2009 | —        | —        | —        | —        | —        | —        | —        | —        | 67       | —        | | Evacuate the Dancefloor |
| "Pyromania"                 | 2010 | 21       | 26       | 11       | —        | 29       | —        | —        | —        | 60       | —        | | Original Me             |
| "San Francisco"             | 2011 | 13       | 14       | —        | —        | 11       | —        | —        | —        | 64       | —        | | Original Me             |
| "Au Revoir"                 | 2011 | 73       | 31       | —        | —        | —        | —        | —        | —        | —        | —        | | Original Me             |
| "Night Nurse"               | 2011 | —        | —        | —        | —        | —        | —        | —        | —        | —        | —        | | Original Me             |
| "Summer of Love"            | 2012 | —        | —        | —        | —        | —        | —        | —        | —        | —        | —        | | Back on the Dancefloor  |

### Promo - kislemezek
| Kislemez         | Év   | Helyezés | Helyezés | Helyezés | Album           |
| Kislemez         | Év   | GER      | AUT      | UK       | Album           |
| ---------------- | ---- | -------- | -------- | -------- | --------------- |
| "Last Christmas" | 2007 | 82       | 63       | 111      | Perfect Day     |
| "Let It Snow"    | 2011 | —        | —        | —        | Christmas Album |

## Videográfia
| Év   | Cím                                     |
| ---- | --------------------------------------- |
| 2004 | Miracle                                 |
| 2005 | Everytime We Touch (original v.)        |
| 2005 | Everytime We Touch (internacionális v.) |
| 2006 | Truly, Madly, Deeply                    |
| 2007 | A Neverending Dream                     |
| 2007 | What Hurts the Most                     |
| 2007 | Last Christmas                          |
| 2008 | What Do You Want From Me?               |
| 2008 | Because the Night                       |
| 2009 | Evacuate the Dancefloor                 |
| 2009 | Fever                                   |
| 2009 | Dangerous                               |
| 2010 | Pyromania                               |
| 2010 | Night Nurse                             |
| 2011 | San Francisco                           |
| 2011 | Au Revoir                               |
| 2011 | Let it Snow                             |
| 2012 | Summer of Love                          |

## DVD-k
2010: Perfect Day (musicDVD edition)

### Video-DVD-k
2012: Cascada - Videography (2004-2012)

## Egyéb dalok
- Loco
- To the Moon and backˇ
- Castles in the skyˇ
- Piece of heavenˇ
- Piece of heaven (lassú változat)ˇ
- Miracle (lassú változat)ˇ
- Jump (ft. Jerome M.)
- Holiday ^
- Dream on dreamer ^
- Last Christmas ^
- Faded ^

1. ˇ - később megjelenve a Perfect Day DVD edition-ban
2. ^ - később megjelenve a Perfect Day új verziójában